# Aram Asatryan
 (août 2007).
Si vous disposez d'ouvrages ou d'articles de référence ou si vous connaissez des sites web de qualité traitant du thème abordé ici, merci de compléter l'article en donnant les références utiles à sa vérifiabilité et en les liant à la section « Notes et références ».
Aram Asatryan (en arménien Արամ Ասատրյան ; 3 mars 1953-7 novembre 2006) est un chanteur arménien.

## Biographie
Fils d'Ashken Mampreyan et de Hapet Asatryan, Aram Asatryan a vécu à Etchmiadzin en Arménie.
Dans les années 1985, il forme un groupe avec Levon Abrahamyan, Khatchik Sahakyan, Souren Gasparyan et Simon Sisoyan. 
Son amour pour son pays et les Arméniens s'exprime dans ses chansons. Pendant la guerre du Haut-Karabagh, il a composé des chansons pour les soldats et les Arméniens en général.
La plupart de ses chansons ont été composées par Levon Abrahamyan.
Il meurt le 7 novembre 2006 à 19 heures à Ochakan, dans la région d'Aragatsotn, d'une crise cardiaque.
Ses chansons les plus connues sont Surb sargis, Surb Edjmiazin, Bales, Ani, Asem te chasem, …